# Praha-Řeporyje (nádraží)
Praha-Řeporyje je železniční stanice na železniční trati Praha - Rudná u Prahy - Beroun a jedná se o poslední (z opačné strany první) pražskou zastávku této tratě. Výpravní budova se nachází v Praze v Řeporyjích na adrese Muzikova 95/15, 10,3 km od Smíchovského nádraží. Nádražní budova pochází z roku 1878. Název byl původně Řeporyje-Zbuzany, později pouze Řeporyje, dnešní jméno se používá od roku 1976.
Po trati jezdí vlaky linky S6, zde s plnou integrací do pražské MHD; v roce 2017 jsou vedeny motorovými jednotkami 814.[zdroj?]

## Turismus
Kolem nádraží vede turistická značená trasa  1026 ze Stodůlek přes Řeporyje, Ořech a Třebotov na Kulivou horu.